# Acanthacorydalis fruhstorferi
Acanthacorydalis fruhstorferi är en insektsart som beskrevs av Van der Weele 1907. Acanthacorydalis fruhstorferi ingår i släktet Acanthacorydalis och familjen Corydalidae. Inga underarter finns listade i Catalogue of Life.